# شاين كلاين
شاين كلاين (بالإنجليزية: Shane Kline)‏ هو دراج أمريكي، ولد في 11 أبريل 1989 في بالي في الولايات المتحدة.

## وصلات خارجية
- شاين كلاين على موقع الاتحاد الدولي للدراجات (الإنجليزية)
- شاين كلاين على موقع إحصائيات الدراجات الإحترافية (الإنجليزية)